# Barragem de Senhora de Monforte
A Barragem de Senhora de Monforte localiza-se no Município de Figueira de Castelo Rodrigo, Distrito de Guarda, Portugal. Situa-se no rio Côa. A barragem foi projectada em 1990 e entrou em funcionamento em 1993.

## Barragem
É uma barragem de betão (gravidade). Possui uma altura de 20 m acima da fundação (18 m acima do terreno natural) e um comprimento de coroamento de 78 m (largura 1 m). O volume da barragem é de 6.800 m³. Possui uma capacidade de descarga máxima de 21 (descarga de fundo) + 800 (descarregador de cheias) m³/s.

## Albufeira
A albufeira da barragem apresenta uma superfície inundável ao NPA (Nível Pleno de Armazenamento) de 0,023 km² e tem uma capacidade total de 87.300 m³ (capacidade útil de 35.900 m³). As cotas de água na albufeira são: NPA de 435 metros, NMC (Nível Máximo de Cheia) de 439,9 metros e NME (Nível Mínimo de Exploração) de 433 metros.

## Central hidroeléctrica
A central hidroeléctrica é constituída por dois grupos Francis com uma potência total instalada de 10 MW. A energia produzida em ano médio é de 32,9 Mio. kWh.